# Anna Westergaard

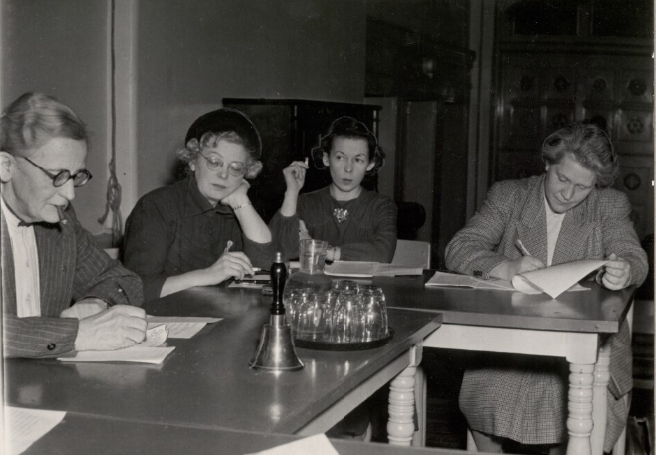
Anna Westergaard tillsammans med Nina Andersen, Clara Munck och Inge Merete Nordentoft i Grundtvigs Hus, Köpenhamn.(1951).

Anna Westergaard, född 8 juni 1882 i Aarhus, död 6 februari 1964 i Charlottenlund, var en dansk politiker (Det Radikale Venstre) och feminist.

## Tidiga år
Anna Westergaard var dotter till tandläkaren Carl Rudolf Westergaard och dennes hustru, prästdottern Cecilie Bøttcher Pape. Hon tog en allmän förberedelseexamen 1899 och fick vid 17 års ålder anställning som extraskrivare vid Danske Statsbaner (DSB) i Aarhus. Hon genomgick därefter en praktisk stationsutbildning och år 1911 blev hon den första kvinnan i Danmark som tog en trafikexamen. Med tiden avancerade hon till att bli trafikkontrollant (1925), fullmäktig i generaldirektoratet (1929) och övertrafikkontrollant (1951). Hon var samtidigt fackligt engagerad och var styrelseledamot både i Jernbaneforeningen (1912–1928) och Statstjenestemændenes Centralorganisation (1922–1928). I den förra var hon även redaktör för medlemstidning Vor Stand. Privat var Westergaard från 1923 sambo med telegrafkontrollanten Margrethe Jensine Mathiassen fram till dennes död 1937.

## Kvinnopolitiskt engagemang
Westergaard var en förespråkare av att låta kvinnor ha samma möjligheter till ekonomisk självständighet som män, däribland genom utbildning och förvärvsarbete. Hon var en framträdande person i den danska kvinnorörelsen under 1900-talets första hälft och deltog aktivt i debatten. Som styrelseledamot (1919–1924) i kvinnoorganisationen Dansk Kvindesamfund var Westergaard kritisk gentemot delar av styrelsen, med Gyrithe Lemche i spetsen, som utifrån en särartsfeministisk hållning hade kritiserat de första invalda kvinnorna i Folketinget för bristande förankring i kvinnorörelsen och med kvinnosaken. Lemche blev tvungen att överlämna uppdraget som ordförande för Dansk Kvindesamfund till fabriksinspektören Julie Arenholt. Westergaard förespråkade även lika löner mellan män och kvinnor inom den offentliga sektorn och hon uttryckte sitt stöd till Thora Pedersen, som var den enda kvinnliga medlemmen av Lønningskommissionen af 1917 och som arbetade för lika löner. Westergaard kom själv att sitta med i Lønningsrådet.
Westergaard var även en del av ledningen för Danske Kvinders Nationalråd (DKN) 1938–1946. Hon blev utnämnd till ordförande för Danske Kvinders Erhvervsraad (DKE), vilket upprättades på hennes initiativ som en underavdelning till DKN med ansvar för att erbjuda hjälp till kvinnor som blev utsatta för diskriminering på arbetet. Hon var även delaktig i etablerandet av DKE:s s.k. samhällsberedskap, vilket bl.a. innebar att arbetslösa kvinnor mot ersättning erbjöd husmödrar hjälp med hushållsarbetet vid exempelvis sjukdom. Hon deltog aktivt i debatten om kvinnors möjligheter till förvärvsarbete; bl.a. ansåg hon att även gifta kvinnor skulle kunna förvärvsarbeta och var kritisk till att offentligt anställda kvinnor, trots lagar om lika lön, ändå betalades sämre än sina manliga kollegor. Hon var även engagerad i debatten om de sjunkande födelsetalen och menade att de endast kunde öka om man lät kvinnor förvärvsarbeta utan att de skulle behöva frukta att bli arbetslösa på grund av graviditet eller giftermål.
Westergaard var likhetsfeminist, vilket var en hållning som avspeglade sig tydligt i hennes feministiska engagemang. Under 1900-talets första hälft florerade en debatt om ett införande av en särskild arbetsskyddslag för kvinnor, som bl.a. innebar att kvinnor inte skulle tillåtas att arbeta om nätterna eller utföra tungt fysiskt arbete. Westergaard tog avstånd från idén om en särskild lagstiftning för kvinnor, som hon menade endast skulle förringa kvinnors chanser på arbetsmarknaden som en eftertraktad arbetskraft och ge dem lägre löner. Denna ståndpunkt delade hon med kollegan Julie Arenholt, som också var aktiv i denna debatt. Här var större delen av den danska kvinnorörelsen enig med henne och denna ståndpunkt fick starkt fäste i Danmark. 1935 höll hon ett tal vid Nationernas Förbund i Genève där hon argumenterade för att kvinnor skulle få delta i arbetslivet på samma villkor som män. Hon fick dok inte tala på den danska delegationens vägnar då hennes ståndpunkter ansågs sakna förankring i delegationen. Två år senare var hon sakkunnig i dessa frågor för den danska delegationen och hon valdes till världspresident för Open Door International, som sedan 1929 arbetade för kvinnors förvärvsrättigheter. Senare etablerades det en dansk avdelning, i vilken Arenholt blev ordförande och Westergaard vice ordförande. Under perioden 1937–1960 var Westergaard avdelningens ordförande, samtidigt som hon också var ordförande för Kvindernes Radio-Landsudvalg 1941–1949.
Westergaard var även engagerad i Danmarks Demokratiske Kvindeforbund (DDK), som var den danska avdelningen av den kommunistiskt dominerade internationella organisationen Kvinnornas Demokratiska Världsförbund.

## Partipolitiskt arbete
Westergaard hörde politiskt till Det Radikale Venstre (RV). Hon representerade partiet i Gentoftes kommunfullmäktige 1924–1933 och var under 1930-talet ordförande för partiets lokala partiförening. Under 1920- och 30-talen var hon kandidat till Folketinget, men lyckades aldrig att bli invald. Istället började hennes parlamentariska karriär med att hon blev suppleant till Rigsdagens andra kammare, Landstinget, 1939–1943. Ledamöter i Landstinget valdes inte genom allmänna och proportionella val, utan utsågs av Landstingets ledamöter. Westergaard kom att sitta som ledamot från 1943 fram till kammarens nedläggning 1953.

## Övriga förtroendeposter
- Redaktör av Danske Erhvervskvinder
- Medlem av Lønningsrådet (1945–1953)
- Styrelsemedlem av Danske Erhvervskvinders Klubber (1924–1932)
- Ordförande av Kvindernes radiolandsudvalg (1941–1949)